# Taisui

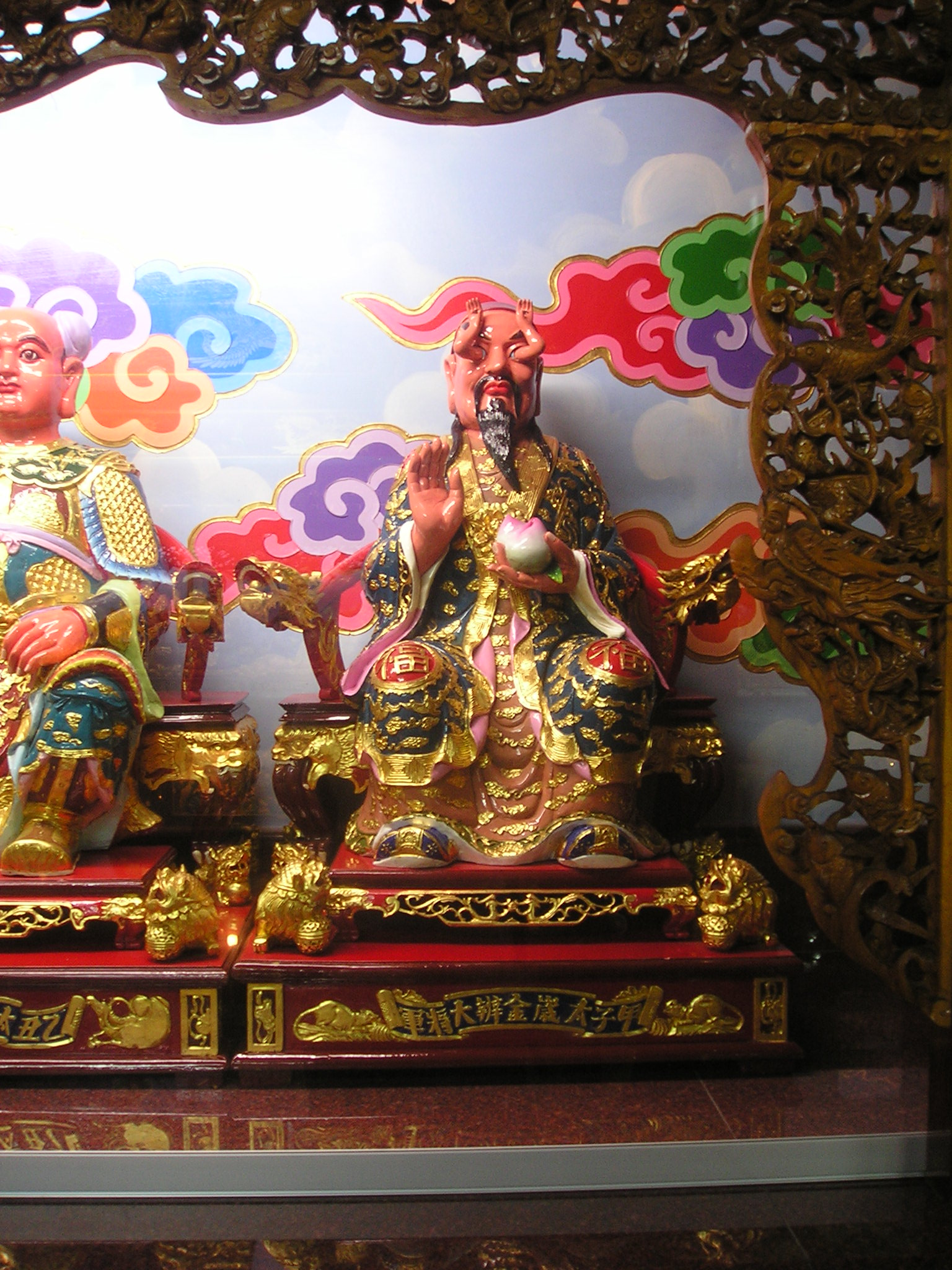
Posąg wyobrażający Taisui

Taisui (chiń. 太歲; pinyin Tàisuì) – w ludowych wierzeniach chińskich niebiański minister czasu, bóg astrologii.
Utożsamiany z gwiazdą mającą być przeciw-Jowiszem. Chińscy astronomowie dowodzili istnienia takiego ciała niebieskiego z faktu, że Jowisz porusza się wolniej niż Ziemia. Ponieważ sprawiało to wrażenie jego ruchu do tyłu, wymyślono planetę obrazującą hipotetyczny tor wędrówki planety do przodu. Dwanaście sfer nieba obieganych przez przeciw-Jowisza odpowiadało dwunastu miesiącom roku słonecznego (zob. ziemskie gałęzie). W świątyniach taoistycznych Taisui jest wobec tego często przedstawiany w otoczeniu 60 dostojników, uosabiających cykle astronomiczne (ich liczba wynika możliwych kombinacji ziemskich gałęzi i niebiańskich pni). W specjalnych almanachach podawano położenie przeciw-Jowisza na dany rok, gdyż wierzono, że w regionie przeciwległym do jego pojawienia się mają miejsce klęski żywiołowe.